# Asiana Airlines
Asiana Airlines (koreanisch 아시아나 항공) ist eine südkoreanische Fluggesellschaft mit Sitz in Seoul und Basis auf dem nahegelegenen Flughafen Incheon. Sie ist Mitglied der Luftfahrtallianz Star Alliance.

## Geschichte

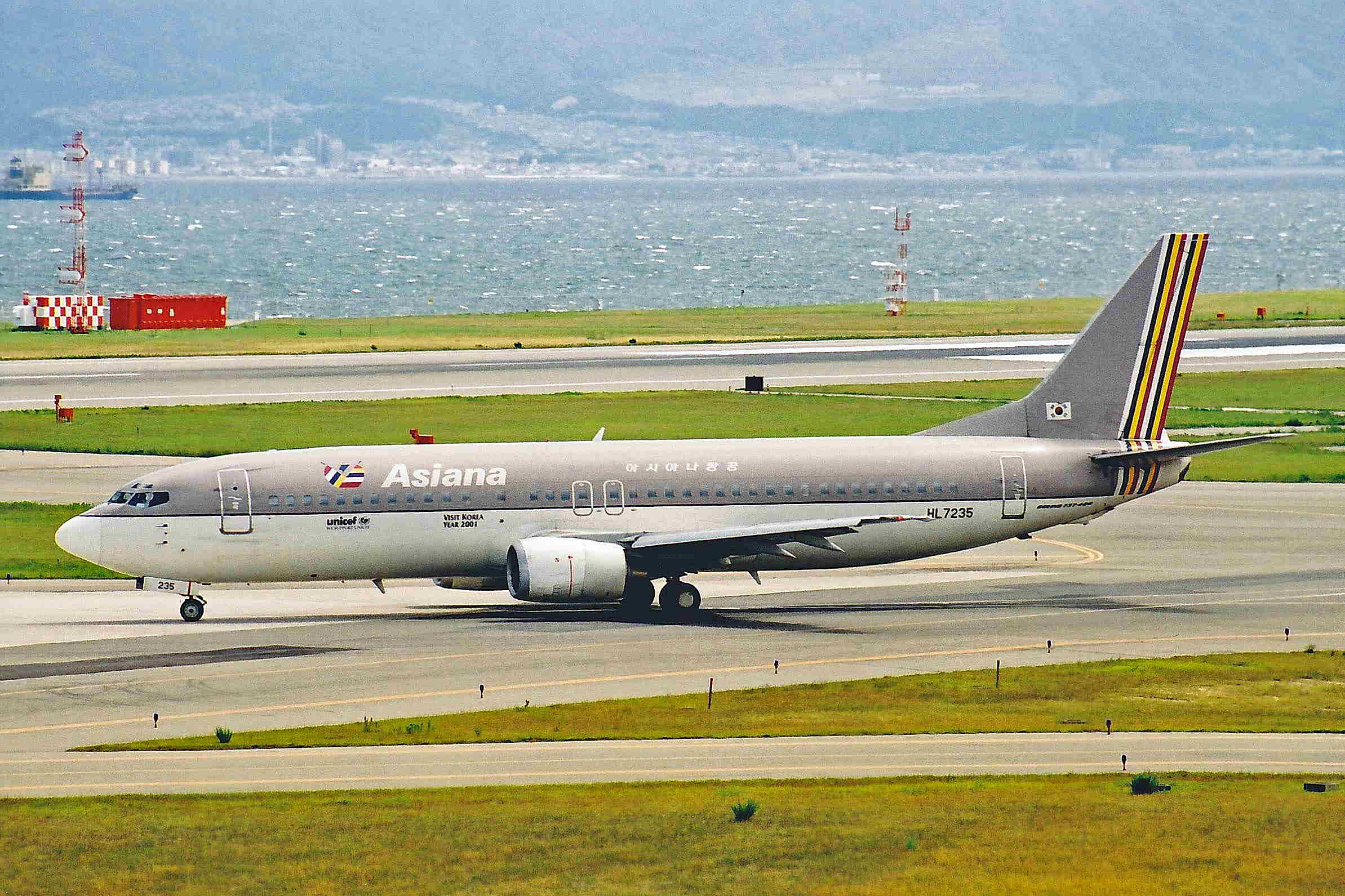
Boeing 737-400 der Asiana im Jahr 2001

Asiana Airlines wurde 1988 von der Kumho Asiana Group gegründet. Bis 1989 waren Überseeflüge für Koreaner durch die Militärregierung streng reglementiert und konnten nur durch den staatlichen Monopolisten Korean Air unternommen werden. Eine Lockerung erfolgte 1988 durch die Olympischen Spiele. Korean Air konnte den folgenden Ansturm nicht mehr bewältigen. Man erlaubte dem Mischkonzern Kumho Asiana Group die Gründung einer Fluggesellschaft mit Namen Asiana Airlines. Der Flugbetrieb begann am 23. Dezember 1988 mit sechs geleasten Boeing 737-400.
Der erste Auslandsflug erfolgte 1990 von Seoul-Gimpo nach Tokio und ebenfalls 1990 konnte Asiana Airlines die erste Boeing 767 vom Hersteller in Empfang nehmen. Nach und nach wurden die Flotte und das internationale Streckennetz ausgebaut. Im Jahr 1994 traf die erste 747-Frachtmaschine ein. Für Mittel- und Langstrecken werden neben Boeing seit 1996 auch Maschinen von Airbus eingesetzt.
Im März 2003 erfolgte der Beitritt zur Luftfahrtallianz Star Alliance.
Am 16. Juli 2008 bestellte Asiana Airlines insgesamt 30 Exemplare des Airbus A350 inklusive zehn Optionen. Davon sind acht A350-800, zwölf A350-900 und zehn A350-1000. Somit ist Asiana die einzige Fluggesellschaft, die alle drei Versionen der A350 bestellt hat. Die erste Maschine, eine A350-900, wurde am 24. April 2017 ausgeliefert. Alle Bestellungen wurden auf A350-900 umgewandelt. 
Im Januar 2011 bestellte Asiana bei Airbus sechs Exemplare der A380-800 (Listenpreis wäre insgesamt 1,4 Milliarden Euro). Sie soll auf den Langstrecken nach Nordamerika und Europa eingesetzt werden. Die erste Maschine wurde im Mai 2014 ausgeliefert.
Mit Air Busan und Air Seoul betreibt Asiana Airlines Billigfluggesellschaften.
Laut Skytrax gehörte sie bis zum Jahre 2018 zu den zehn 5-Sterne-Fluggesellschaften der Welt (Stand Januar 2018), 2022 lag sie auf Rang 33 und 2023 auf Rang 28.
Im April 2019 entschied Kumho Asiana, die Fluggesellschaft Asiana zum Verkauf zu stellen. Geplant war die Übernahme des 31-Prozent-Anteils von Kumho Asiana durch ein Konsortium der Hyundai Development und Mirae Asset Daewoo für 2,5 Billionen Won im Dezember 2019. Doch die Verhandlungen dauerten länger und dauerten schließlich bis zur weltweiten COVID-19-Pandemie, welche die Flugbranche fast zum Erliegen brachte. Infolgedessen wurde am 11. September bekanntgegeben, dass die Übernahme durch Hyundai und Mirae Asset Daewoo wegen der negativen Folgen der COVID-19-Krise geplatzt sei. Die Korea Development Bank strebt nun die Übernahme von Asiana durch Korean Air an. Am 16. November 2020 wurde bekanntgegeben, dass Korean Air 63,9 % an der Fluggesellschaft für 1,62 Milliarden Dollar übernehmen will.
Am 12. Dezember 2024 gab Korean Air offiziell die Übernahme von Asiana Airlines bekannt nach der Zahlung von 800 Milliarden Südkoreanischer Won (KRW) am 11. Dezember 2024. Der Wert der Übernahme betrug 1,3 Mrd. US-Dollar oder 63,88 % Aktienanteil von Asiana Airlines. Nach einem vollständigen Integrationsprozess des Tochterunternehmens Asiana Airlines in die Muttergesellschaft Korean Air, welcher voraussichtlich etwa zwei Jahre beansprucht, soll die Marke Asiana vom Markt verschwinden. Kurz darauf wurde das äußere Erscheinungsbild von Asiana Airlines leicht verändert, sodass das im Dezember 2024 eingeführte Logo nur noch den Firmennamen, nicht aber den roten "Asiana-Pfeil" zeigt. Zusätzlich wurde am Heck aller Maschinen der Schriftzug "Kumho Asiana Group" entfernt.
Am 1. August 2025 wurde der Verkauf der Cargo-Sparte Asiana Cargo an AirZeta (ehemals Air Incheon) durchgeführt.

## Flugziele

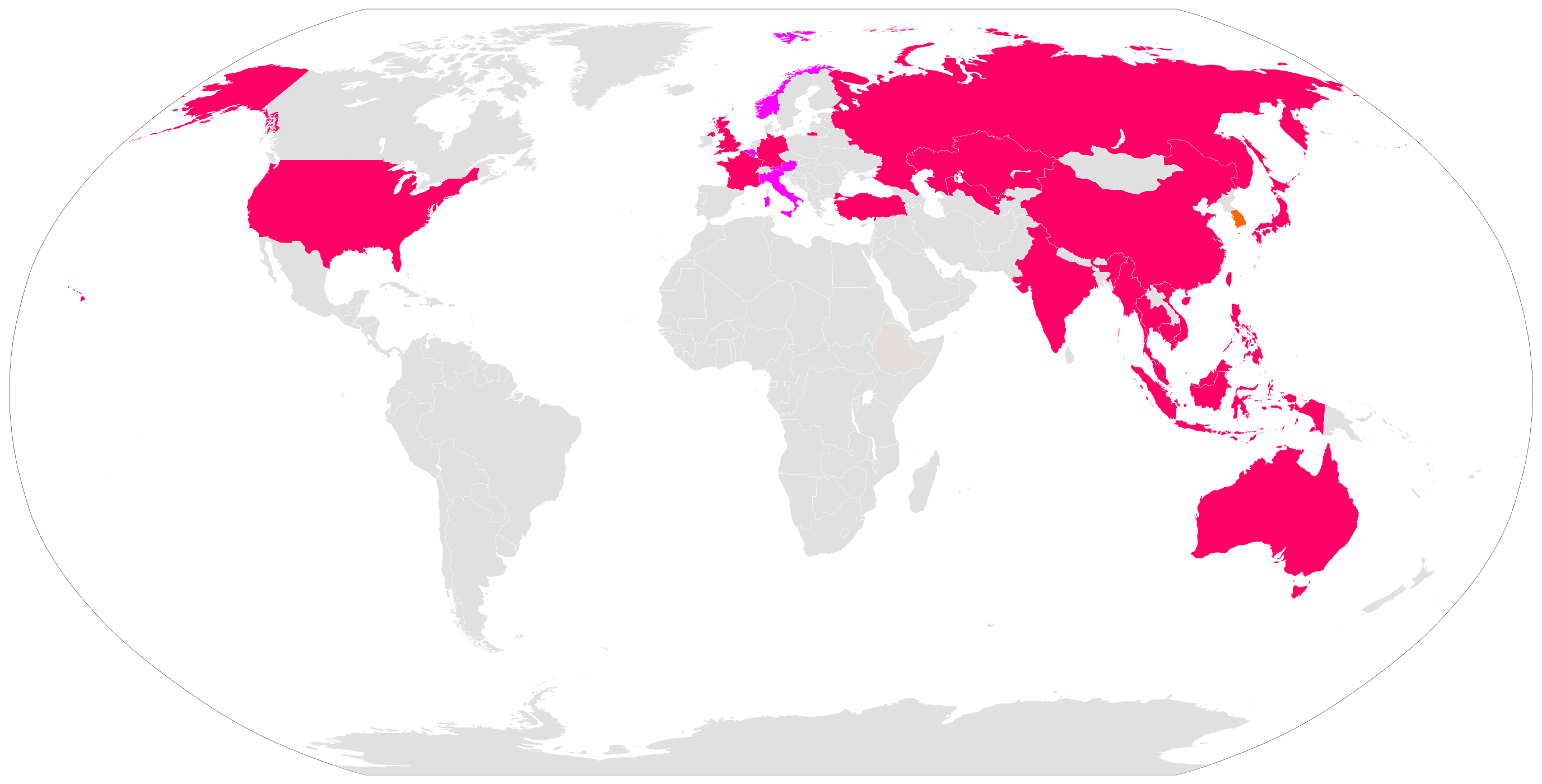
Flugziele der Asiana Airlines

Von ihren beiden Drehkreuzen im Raum Seoul fliegt Asiana Airlines neben Städten innerhalb Südkoreas Ziele in ganz Asien sowie in Nordamerika und Europa an. Im deutschsprachigen Raum wird Frankfurt bedient.
Codesharing
Asiana Airlines unterhält Codeshare-Abkommen mit folgenden Fluggesellschaften: (Star-Alliance-Mitglieder sind mit * gekennzeichnet)
| - Myanmar Airways International - Air Canada* - Air India* - EVA Air* - Air Busan - Air China* | - Copa Airlines* - China Southern Airlines - Ethiopian Airlines* - Etihad Airways - Hong Kong Airlines - Air Astana | - LOT* - Egyptair* - All Nippon Airways* - Air Macau - Air New Zealand* - Austrian Airlines* | - Croatia Airlines* - Qantas Airways - Qatar Airways - Air Seoul - S7 Airlines - South African Airways* | - Shandong Airlines - Singapore Airlines* - Thai Airways* - Turkish Airlines* - United Airlines* - Shenzhen Airlines* |

## Flotte

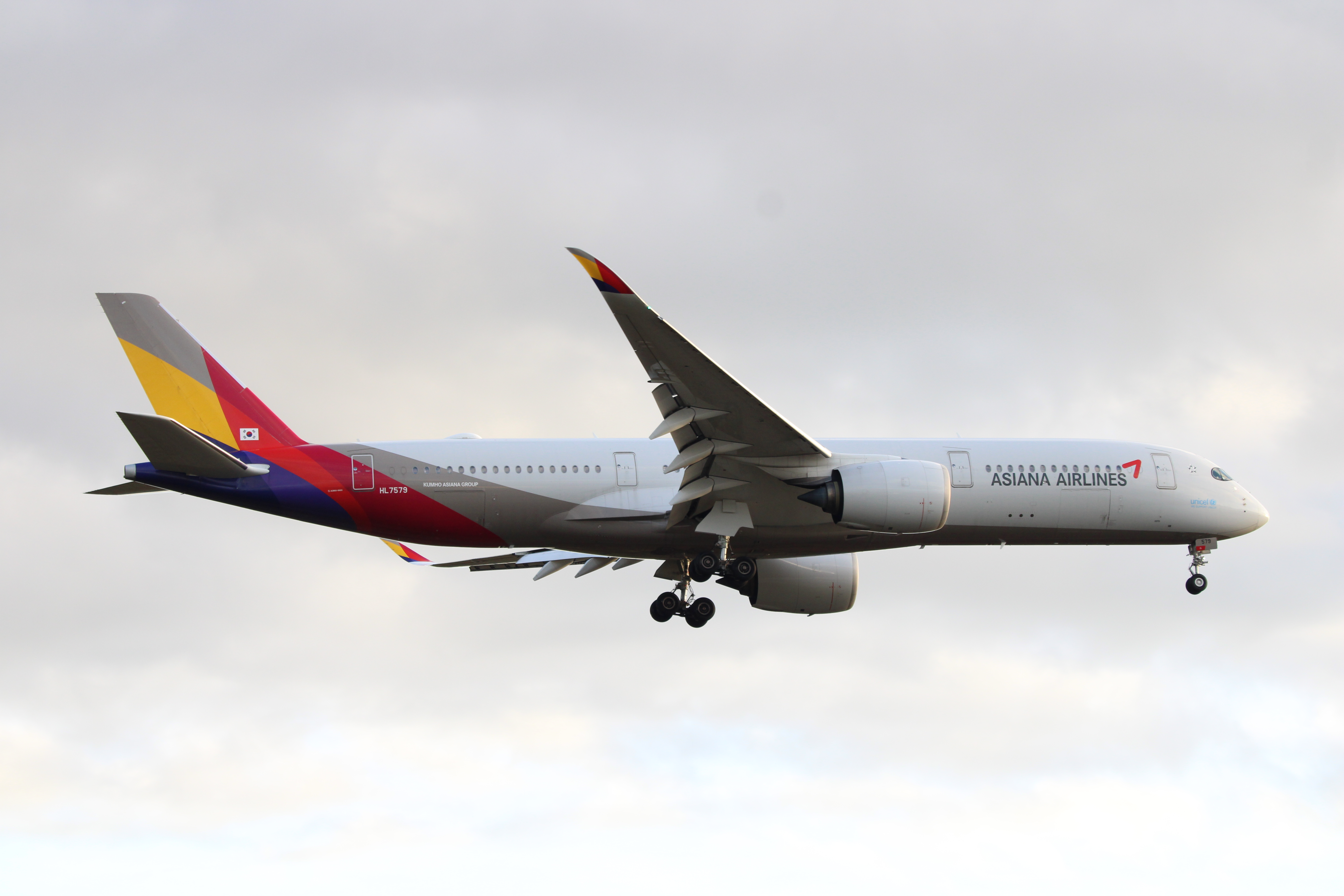
Airbus A350-900 der Asiana

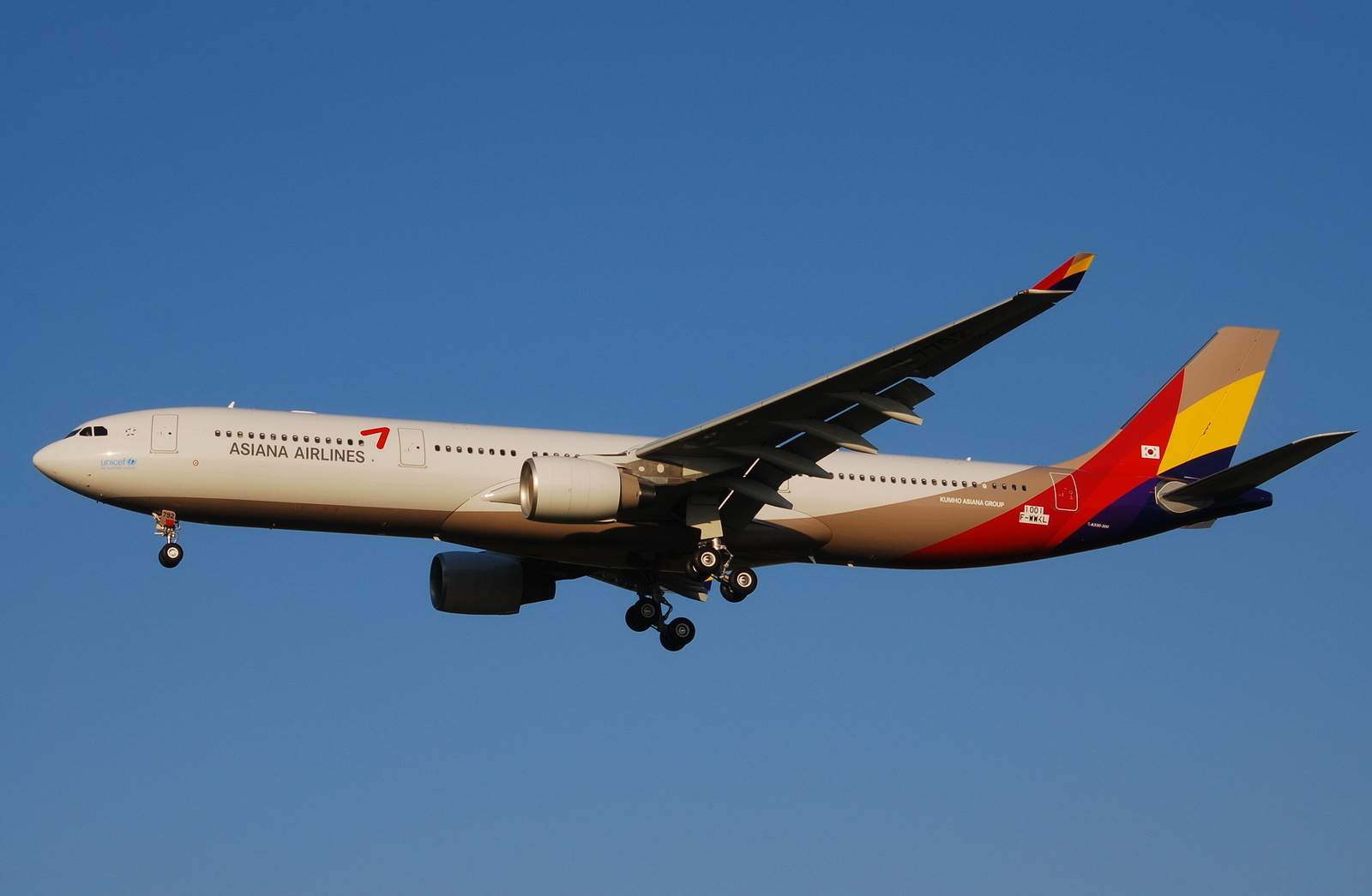
Airbus A330-300 der Asiana

### Aktuelle Flotte
Mit Stand August 2025 besteht die Flotte der Asiana Airlines aus 70 Flugzeugen mit einem Durchschnittsalter von 10,4 Jahren:
| Flugzeugtyp                      | Anzahl | bestellt | Anmerkungen                     | Sitzplätze (First/Business/Eco+/Eco) | Durchschnittsalter |
| -------------------------------- | ------ | -------- | ------------------------------- | ------------------------------------ | ------------------ |
| Airbus A321-200                  | 12     |          | acht mit Sharklets ausgestattet | 171 (-/12/-/159)                     | 10,7 Jahre         |
| Airbus A321neo                   | 13     |          | einer inaktiv                   | 188 (-/8/-/180)                      | 02,8 Jahre         |
| Airbus A330-300                  | 14     |          |                                 | 275 (-/30/-/245) 290 (-/30/-/260)    | 15,7 Jahre         |
| Airbus A350-900                  | 15     |          |                                 | 311 (-/28/36/247)                    | 06,2 Jahre         |
| Airbus A380-800                  | 06     |          |                                 | 495 (12/66/-/417)                    | 10,4 Jahre         |
| Boeing 777-200ER                 | 09     |          | eine inaktiv                    | 302 (-/24/-/278) 300 (-/22/-/278)    | 17,6 Jahre         |
| Frachtflugzeuge der Asiana Cargo |        |          |                                 |                                      |                    |
| Boeing 747-400BDSF               | 01     |          | inaktiv                         | Cargo                                | 32,8 Jahre         |
| Gesamt                           | 70     | -        |                                 |                                      | 10,4 Jahre         |

### Aktuelle Sonderbemalungen
| Flugzeugtyp      | Luftfahrzeugkennzeichen | Bemalung        | Zeitraum           | Bild |
| ---------------- | ----------------------- | --------------- | ------------------ | ---- |
| Airbus A321-200  | HL8071                  | „Star Alliance“ | seit August 2016   |      |
| Boeing 777-200ER | HL7732                  | „Star Alliance“ | seit Dezember 2018 |      |

### Ehemalige Flugzeugtypen

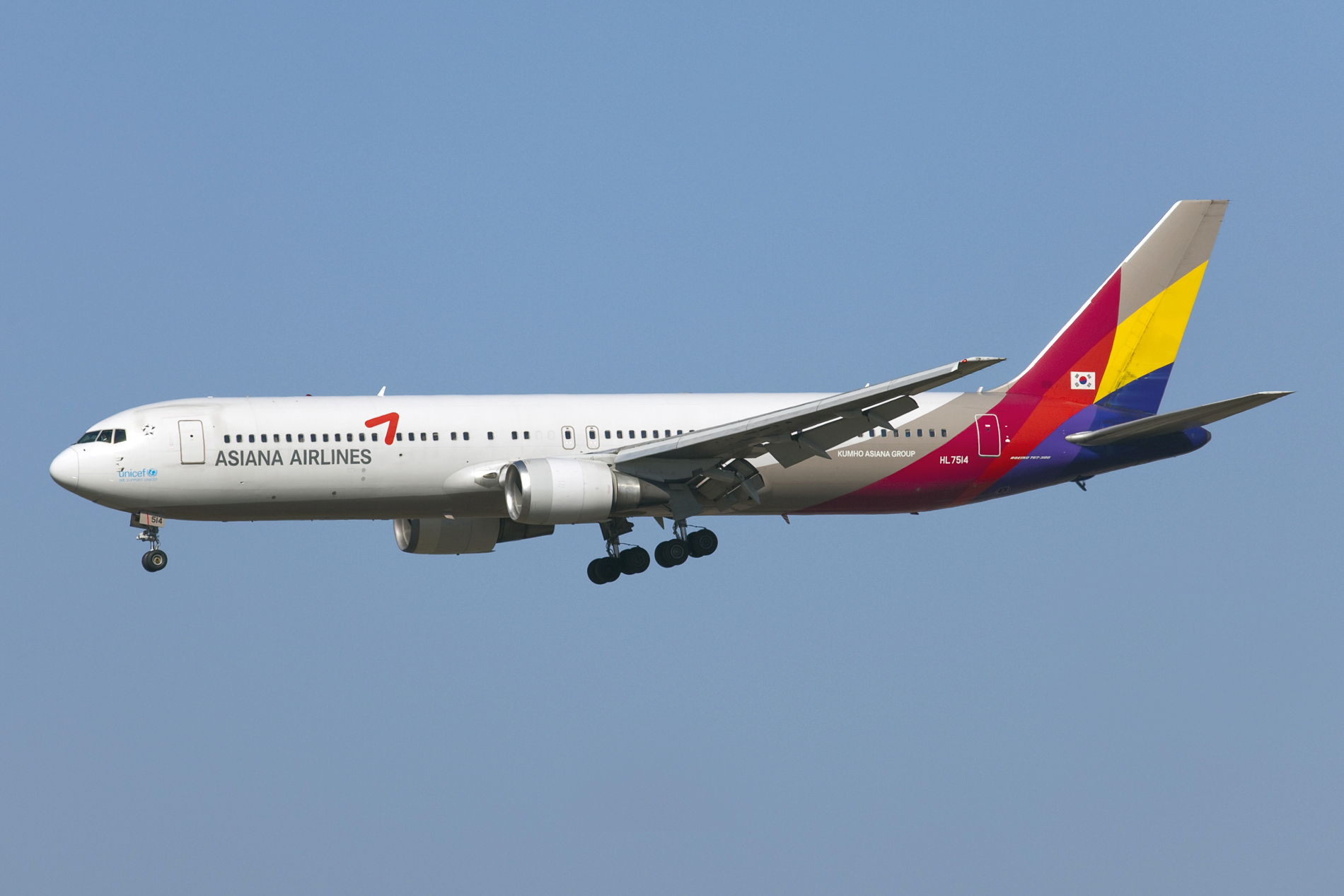
Boeing 767-300 der Asiana

In der Vergangenheit setzte Asiana Airlines bereits folgende Flugzeugtypen ein:
| Flugzeugtyp             | Anzahl | von  | bis  | Anmerkungen                     |
| ----------------------- | ------ | ---- | ---- | ------------------------------- |
| Airbus A320-200         | 11     | 2005 | 2024 |                                 |
| Airbus A321-100         | 04     | 1998 | 2021 |                                 |
| Boeing 737-200 Advanced | 01     | 1998 | 1998 | betrieben durch Aloha Airlines  |
| Boeing 737-400          | 26     | 1988 | 2013 |                                 |
| Boeing 737-500          | 07     | 1992 | 2008 | zwei betrieben durch Maersk Air |
| Boeing 747-400          | 03     | 1993 | 2024 |                                 |
| Boeing 767-300          | 09     | 1994 | 2025 |                                 |
| Boeing 767-300ER        | 09     | 1991 | 2006 |                                 |

## Zwischenfälle
- Am 26. Juli 1993 wurde eine Boeing 737-500 (HL7229) auf dem Flug von Seoul-Gimpo im Landeanflug auf Mokpo bei Regen und schlechter Sicht in einen Berg geflogen. Irrtümlich waren die Piloten davon ausgegangen, den Berg bereits überflogen zu haben. Durch diesen CFIT (Controlled flight into terrain) wurden 68 Insassen getötet, 66 Passagiere und zwei Crewmitglieder; nur 48 der 116 Menschen an Bord überlebten (siehe auch Asiana-Airlines-Flug 733).[27]

- Am 11. November 1998 rollte eine Boeing 747-400 mit dem Luftfahrzeugkennzeichen HL7414 auf dem Flug von Seoul-Gimpo nach New York City zwecks Auftankens zur Parkposition in Anchorage. Beim Versuch, eine 180-Grad-Kurve zu machen, schlug Triebwerk 1 gegen die Tragfläche einer geparkten Iljuschin Il-62 der Aeroflot (Luftfahrzeugkennzeichen RA-86564). Unmittelbar danach bohrte sich die linke Tragfläche der Boeing in die Vorderseite des Seitenleitwerks der Iljuschin. Die Asiana-Piloten gaben noch mehr Gas, so dass ihre Tragfläche das Leitwerk der Iljuschin zur Hälfte durchschnitt. Als Hauptursache wurde exzessive Rollgeschwindigkeit festgestellt. Es gab keine Personenschäden; die Il-62 musste allerdings verschrottet werden.

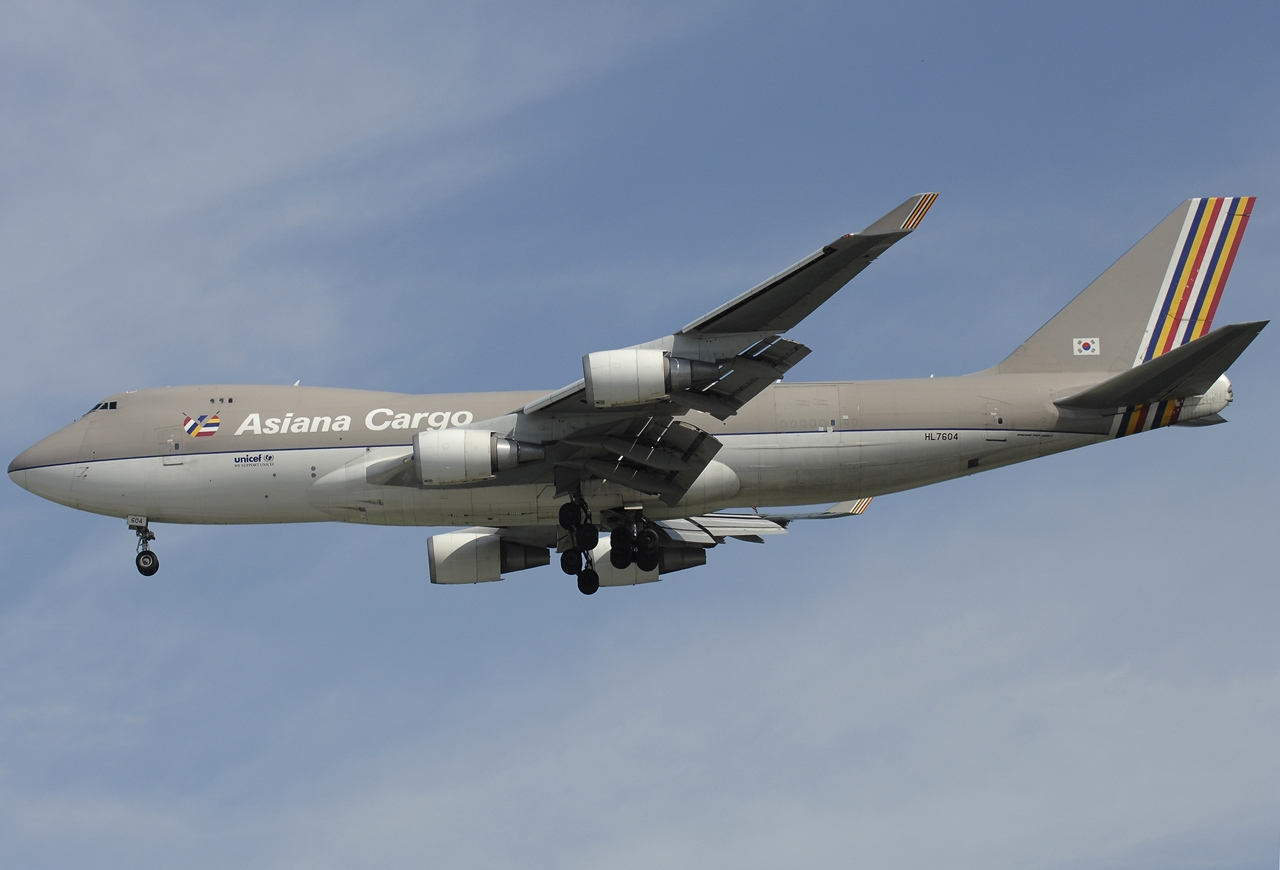
Die 2011 verunglückte Maschine Boeing 747-400F der Asiana Airlines

- Am 28. Juli 2011 um 04:12 Uhr Ortszeit stürzte eine Boeing 747-400F mit dem Luftfahrzeugkennzeichen HL7604 auf dem Flug von Seoul-Incheon nach Shanghai mit zwei Mann Besatzung nahe der Insel Jeju-do, ca. 250 Meilen südlich von Seoul, ins Meer. Die Crew hatte zuvor von einem Feueralarm im Frachtraum berichtet und eine Sicherheitslandung am Flughafen Jeju angestrebt. Das Frachtflugzeug hatte nach Angaben des Transportministeriums in Incheon 58 Tonnen Fracht geladen, davon waren ca. 400 kg als „leicht brennbar“ eingestuft.[28] Es waren unter anderem Lithium-Batterien, Halbleiter sowie Farbe und Harzlösung geladen (siehe auch Asiana-Airlines-Flug 991).[29]

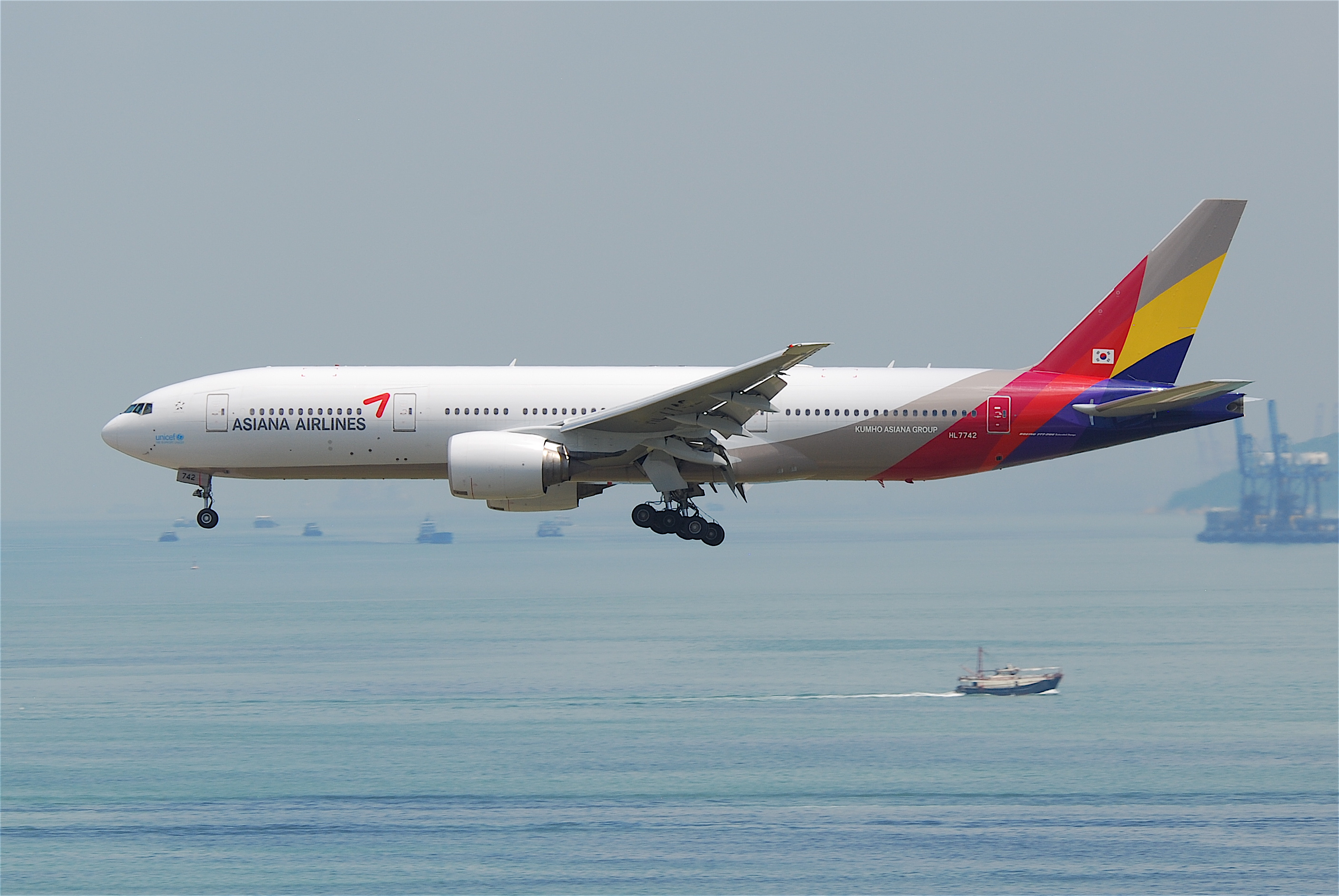
Die am 6. Juli 2013 in San Francisco verunglückte Boeing 777-200ER der Asiana Airlines

- Am 6. Juli 2013 verunglückte eine Boeing 777-200ER mit dem Luftfahrzeugkennzeichen HL7742 aus Seoul-Incheon kommend beim Landeanflug auf den San Francisco International Airport. Die Maschine setzte vor der Landebahn 28L auf und kam schwer beschädigt auf dem Rollfeld zum Stehen. Es waren 291 Fluggäste und 16 Besatzungsmitglieder an Bord, drei Personen wurden getötet und 181 Menschen verletzt, darunter 47 schwer (siehe auch Asiana-Airlines-Flug 214).[30]

- Am 14. April 2015 verunglückte ein Airbus A320-200 mit dem Luftfahrzeugkennzeichen HL7762 auf dem Flug aus Seoul-Incheon beim Landeanflug auf den Flughafen Hiroshima. Das Flugzeug streifte eine Antennenanlage und berührte 330 Meter vor der Landebahn den Boden; die Maschine kam schließlich 130 Meter neben der Landebahn zum Stehen, nachdem sie sich um 180° gedreht hatte. Von den Insassen wurden 27 verletzt und am Flugzeug entstand erheblicher Sachschaden.[31]